# 額濟納旗檢查站砸毀事件
額濟納旗檢查站砸毀事件發生於2015年12月6日凌晨3点半，中華人民共和國內蒙古額濟納旗一處與甘肅省邊界的大型檢查站，100多位蒙面人闖入馬蓮井綜合執法檢查站后切断检查站电源、破坏站内监控设施，扔煙霧彈、喷洒辣椒水，13名工作人员受到不同程度伤害，殴打后並丟至零下20度郊外。随后，这群人返回执法站内，将站内可用物品和工作人员手机、衣服、随身财物等抢走，之後發動兩台鏟車將整個檢查站推平，11辆执法车被毁。直接经济损失1000余万元以上。

## 背景
额济纳旗地处内蒙古自治区西面，1969年曾被划分给甘肃省，1979年被划归内蒙古自治区。2001年勘定蒙甘西段和南段界线时，民政部反复协商两省区，但由于双方分歧较大，未能达成协议。后由民政部裁定，当年9月15日下发了《国务院关于同意内蒙古自治区和甘肃省人民政府联合勘定的行政区域界线协议的批复》，文件确定了西段和南段部分行政区域界线走向，但中段产生了直线距离约100公里的未定界线。对于这一未定区域，2001年国务院的批复称“暂时不划，待时机成熟时再划”。因而內蒙古和甘肅兩省該邊界地區鄉鎮長期對該區域的一大塊未定邊界土地有不同意見。民眾間因为土地资源衝突較大，长期以来存在抢占地盘的情况。根據土地管理政策，農業區的土地屬於當地村鎮集體所有，之後再分配給家戶使用權，所以地大人少行政區家戶分配面積大農業收入高，反之地少人多則家家分得少，若是發現礦產還能委外給開礦公司經營，家家戶戶分現金紅利，因此地方政府轄下的土地大小其實涉及當地每個人的利益。2011年省級協調會曾对这一灰色地區做出了“暫時以会议之日之前的活動經營範圍為准”的结论。此后事態曾一度緩和，誰的牧場還是由誰繼續經營，誰的農田還是由誰繼續種植。
但之後內蒙額濟納旗政府在當地設立大型檢查站執法，被甘肅民眾認為是行使治權，意圖造成邊界事實。內蒙方則認為對方長期蚕食渗透，設立檢查站是要阻攔此一行為。

## 事件经过
2012年11月，马莲井综合执法检查站经额济纳旗党委、政府同意设立。成立检查站旨在维护蒙甘边界稳定和制止金塔县非法开垦土地势头。
2015年9月17日上午，甘肃省金塔县航天镇一田姓副镇长带领40余名蒙面男子，驾驶14辆车，手持棍棒围堵额济纳旗马莲井综合执法检查站，谩骂工作人员，寻衅滋事。在马莲井执法站工作人员近一小时的耐心劝解后，40余人才驾车离去。
2015年12月6日，額濟納旗檢查站发生砸毀事件。
2015年12月8日，额济纳旗公安局专案组宣布，已抓獲一名主謀，另有兩名主謀投案自首。自首的两人分别是金塔县双湾村党支部书记和村主任。12月14日，金塔县公安局副局长称已抓获9名主要犯罪嫌疑人（包括此前自首的双湾村党支部书记和村主任），初步查清涉案人员30余人。